# Poolish
Poolish ist ein lang geführter weicher Vorteig, bestehend aus Wasser und Mehl zu gleichen Gewichtsteilen. Somit benötigt dieser Teig wenig Hefe zum Gehen (1 % Frischhefe bezogen auf Mehlmenge). Salz wird diesem Vorteig nicht zugesetzt. Typisch für einen Poolish ist eine Gehzeit von mindestens sechs Stunden („lange Teigführung“), kalt geführt auch deutlich länger, sowie TA 200.
Der Name Poolish bezieht sich vermutlich auf polnische Bäcker, die diese Art von Vorteig in Frankreich einführten.